# Jeanne Reuter
Jeanne Calmes-Reuter (Metz, 27 juni 1884 – Luxemburg-Stad, 14 maart 1965) was een Luxemburgs kunstschilder. Ze signeerde haar werk als Jeanne Reuter.

## Leven en werk
Jeanne Reuter kreeg haar artistieke opleiding op de ateliers van Ferdinand d'Huart (1908) en Félix Glatz (1933-1935). Ze trouwde in 1908 in Metz met de Luxemburgse econoom Albert Calmes (1881-1967). Uit het huwelijk werden drie zoons geboren, onder wie de diplomaat Christian Calmes.
Reuter schilderde onder meer portretten, landschappen en stadsgezichten. Ze sloot zich aan bij de kunstenaarsvereniging Cercle Artistique de Luxembourg (CAL), waar ze van 1935 tot 1960 deelnam aan de jaarlijkse salons. Bij haar eerste deelname in 1935 toonde ze een stilleven in de stijl van Paul Cézanne. Eind jaren 50 toonde ze diverse werken die waren geïnspireerd door een reis naar Congo.
Jeanne Calmes-Reuter overleed op 80-jarige leeftijd.
- Musée national d'archéologie, d'histoire et d'art: lkl004136